# باشگاه فوتبال تاج تهران در فصل ۱۳۴۲
باشگاه فوتبال تاج تهران در سال ۱۳۴۲ این فصل، هجدهمین فصل حضور تیم تاج، که امروزه با نام استقلال شناخته می‌شود، در فوتبال ایران بود. تیم تاج در این فصل تنها در چند دیدار دوستانه خارجی شرکت کرد. در این فصل جام باشگاه‌های تهران برگزار نشد و بدین ترتیب تیم تاج فعالیت چندانی نداشت.

## پیش زمینه
این فصل، نخستین سال رکود فوتبال باشگاهی ایران پس از حدود دو دهه برگزاری بازی‎های نسبتا منظم بود؛ در این فصل فقط بازی‎های جام حذفی باشگاه‌های تهران برگزار شد و خبری از برگزاری جام باشگاه‌های تهران نشد. 

## مرور فصل

### جام باشگاه‌های تهران
این رقابت‎ها درحالی برگزار نشد که تیم تاج در اوج قدرت به سر می‎برد و قهرمان سال گذشته بازی‎ها و مدعی اصلی کسب عنوان قهرمانی به شمار می‎آمد. در این سال چهار تن از بازیکنان نسل اول تیم تاج به نام‎های محمود بیاتی، نادر افشار‎علوی، پرویز کوزه‎کنانی و رضا زمینی اعلام بازنشستگی کردند اما همچنان تیم تاج  تیم پرمهره‎ای در‎اختیار داشت.

### جام حذفی تهران
در مسابقات جام حذفی تهران تیم شاهین با شکست دادن تیم شهربانی موفق به کسب قهرمانی شد. تیم تاج به دلیل اینکه تعداد زیادی از بازیکنانش در تیم ارتش عضویت داشت از این دوره از بازیها کنار کشید

## فهرست بازیکنان
بازیکنانی که در این سال برای تیم تاج به میدان رفتند عبارت بودند از: محمد بیاتی، مهدی کشاورز، منوچهر طیورچی، اونیک کاراپتیان، احمد رحیمی، عارف قلی‎زاده، حشمت مهاجرانی، امیر ابارشی، حسن حبیبی، محمد رنجبر، کنستانت داویدخانیان، کامبیز جمالی، مصطفی شرکا، اصغر رباعی، بیوک صباغ، ازگلی، فریدون عسگرزاده، بیوک جدیکار، حسین کمایی، پرویز ابوطالب، کرم نیرلو، حسن اعلم

### تیم جوانان تاج
در این سال نه تنها تیم اصلی تاج تهران تیمی پرمهره بود، بلکه تیم دوم باشگاه یعنی تیم دیهیم تهران هم که به عنوان تیم جوانان باشگاه محسوب می شد، دارای بازیکنان جوان و بااستعدادی بود که در سال‎های آینده توانستند به تیم ملی راه بیابند. مربی این تیم آقامدد بود و حسین فرزامی، مرتضی شرکا، مهدی حاج‎محمد، احمد منشی‎زاده، گودرز حبیبی، محمدرضا عادلخانی، عباس کردنوری، امیرحسین جابری‎زاده و همایون شاهرخی و ... بازیکنان این تیم را تشکیل می‎دادند.

## بازی‌ها

### بازی‌های دوستانه
در این سال تیم تاج در دیداری تشریفاتی به مصاف تیم شاهین رفت اما چون این بازی غیر‎رسمی در کمتر از یک نیمه انجام شد، در تاریخچه بازی‎های دو تیم محاسبه نمی‌شود.
| فروردین ۱۳۴۲ | تاج تهران | ۵–۰ | تاج شیراز | شیراز |

| فروردین ۱۳۴۲ | تاج تهران | ۴–۰ | شاهین شیراز | شیراز |

| ۲۴ آبان ۱۳۴۲ ۲ | تاج تهران | ۱ – ۲ | ملاطیه ترکیه                      | تهران                                   |
|                | کمایی ۲۸' |       | گوندوزتی مو ۲۳' · حسین انگیسن ۴۵' | ورزشگاه: امجدیه تهران داور: اصغر تهرانی |

| ۱۳ آذر ۱۳۴۲ ۳ | تاج تهران                                                             | ۴ – ۱ | ارتش انگلیس (مقیم قبرس) | تهران                                 |
|               | داویدخانیان ۴۴' · ازگلی ۵۲' · کمایی ۷۵' · شماره ۵ حریف ۷۶' (گل‌به‌خودی) |       | هارکر ۵۵'               | ورزشگاه: امجدیه تهران داور: سعید صدری |

| ۲۹ آذر ۱۳۴۲ ۴ | تاج تهران                              | ۳ – ۱ | دارایی تهران | تهران                                 |
|               | نیرلو · داویدخانیان ؟' (پنالتی) · اعلم |       | گنجاپور      | ورزشگاه: امجدیه تهران داور: سعید صدری |

| ۲۷ دی ۱۳۴۲ ۵ | تاج تهران | ۰ – ۴ | ترنشین چکسلواکی                                                           | تهران                                 |
|              |           |       | امیر ابارشی ۲۰' (گل‌به‌خودی) · خدابیک ۴۹' · ژورف یان کخ ۷۵' · پاول لبنس ۸۰' | ورزشگاه: امجدیه تهران داور: سعید صدری |

| ۲ اسفند ۱۳۴۲ ۶ | تاج تهران | ۱ – ۲ | لوسرن سوئیس    | تهران                                   |
|                | کمایی ۵۵' |       | شولتس ۶۰'، ۶۷' | ورزشگاه: امجدیه تهران داور: اصغر تهرانی |

## سایر ورزشها
- در مسابقات وزنه برداری قهرمانی باشگاه‎های تهران، تیم تاج با کسب ۳۳ امتیاز عنوان قهرمانی را کسب نمود.
- تیم اسکی تاج عنوان نخست رقابت های قهرمانی باشگاه های تهران را به دست آورد.
- در مسابقات دو و میدانی قهرمانی باشگاه‌های تهران تیم تاج عنوان دومی را کسب نمود.
- در مسابقات تنیس روی میز باشگاه‌های تهران، تیم تاج به مقام دومی این دوره از مسابقات دست یافت.

منبع